# Fédération italienne d'athlétisme
La Fédération italienne d'athlétisme (en italien, Federazione italiana di atletica leggera, FIDAL) est une fédération sportive dont l'objet est de promouvoir la pratique de l'athlétisme et d'en coordonner les activités amateuriales et de compétition en Italie. Son président était Franco Arese. Elle a été fondée en 1906.

## Historique
La première structure autonome à organiser des manifestations pédestres en Italie fut l'Union pédestre turinoise (UPT) qui est fondée le 4 août à Turin en 1897.
Le 1er avril 1899, sous la présidence de Mario Luigi Mina, l'UPT changea de dénomination en Union pédestre italienne (UPI), remplacée le 21 octobre 1906, sur initiative de La Gazzetta dello Sport, en Fédération pédestre italienne (Federazione Podistica Italiana, FPI), date qui est depuis considérée comme la date de fondation de la fédération italienne et le début des championnats d'Italie. Lors du congrès de Milan du 8 octobre 1909, la FPI prit le nom de Fédération italienne des sports athlétiques (FISA), dont la première action fut de publier le tableau des records italiens. La FISA est reconnue comme fédération par l'IAAF lors de son premier congrès à Berlin en 1913.
Lors du congrès tenu le 21 décembre 1924, quelques sociétés sportives, notamment ligures et piémontaises, se détachèrent de la FISA pour constituer l'Union italienne des sports athlétiques (UISA). La Fédération se réunifia le 27 mai 1925, en choisissant finalement, lors du congrès de Florence du 12 décembre 1926, la dénomination actuelle de « Fédération italienne d'athlétisme léger » (FIDAL).
Le 19 mars 1927, le Parti national fasciste, avec l'aide du président du CONI Lando Ferretti, nomma Leandro Arpinati président aussi bien de la FIDAL que de la FIGC.
L'activité féminine aux débuts fut organisée séparément par la Fédération italienne athlétique féminine, FIAF, constituée à Milan en 1923. La FIAF, selon la Carta dello Sport, fut absorbée le 1er janvier 1929 par la FIDAL, fédération recensée dans la loi du 16.2.1942, numéro 426.

## Compétitions
La compétition la plus importante, organisée depuis 1906, sont les Championnats italiens. Leur 100e édition s'est déroulée à Grosseto les 30 juin et 1er juillet 2010.